# سامسونگ گلکسی نوت ۲۰
سامسونگ گلکسی نوت ۲۰ شاخه‌ای از گوشی‌های اندرویدی سری گلکسی نوت است که توسط سامسونگ طراحی، توسعه، تولید و به بازار عرضه شده‌است. این گوشی ها ادامه دهنده راه نسل قبلی خود ، یعنی  سامسونگ گلکسی نوت ۱۰ هستند. جانشین دی‌جی کو به‌عنوان مدیر بخش گوشی‌های هوشمند سامسونگ، طی مطلبی در وب‌سایت سامسونگ تأیید کرد که پنج دستگاه قدرتمند در رویداد آنپکد نمایش داده خواهد شد. یک‌هفته پس از انتشار این مطلب، سامسونگ ویدئویی تبلیغاتی منتشر کرد و در آن، تصویری را نمایش داد که شبیه به عکس خانوادگی از محصولاتی بود که قرار است معرفی شوند. این تصویر باعث شد که فضای اندکی برای گمانه‌زنی درباره‌ی رویداد آنپکد باقی بماند. این فبلت‌ها در ۵ اوت ۲۰۲۰ در کنار سامسونگ گلکسی زد فولد ۲، سامسونگ گلکسی واچ ۳، سامسونگ گلکسی بادز لایو، سامسونگ گلکسی تب اس۷ و اس۷ پلاس معرفی شد.

## همکاری با اکس‌باکس
سامسونگ برای عرضه بازی های اکس‌باکس در نوت ۲۰ با اکس‌باکس مشارکت کرده‌است. نوت ۲۰ در برخی بازارها با سه ماه استفاده رایگان بازی‌های اکس‌باکس به همراه یک پد بازی اکس‌باکس ارائه می شود. بازی های اکس‌باکس از طریق تلفن تا تلویزیون قابل اجرا خواهند بود. همچنین بیش از ۹۰ بازی اکس‌باکس بر روی نوت ۲۰ قابل اجرا است.